# Uikala
Uikala (Duits: Uikalla) is een plaats in de Estlandse gemeente Toila, provincie Ida-Virumaa. De plaats heeft de status van dorp (Estisch: küla).

## Bevolking
Het dorp had 1 inwoner op 31 december 2011 en geen inwoners meer op 31 december 2021.

## Geschiedenis
Uikala werd voor het eerst genoemd in 1448 onder de naam Uvykas als nederzetting op het landgoed van Kukruse. In 1945 stond de plaats nog steeds als nederzetting te boek; in 1970 kreeg ze voor het eerst de status van dorp.